# 流星之吻 (9nine單曲)
《流星之吻》（日语：／ Ryūsei no Kuchizuke）是日本女子團體9nine的第10張單曲，於2012年6月20日由SME Records發售。

## 概要
本作是前作《少女旅行者》後相隔5個月發售，為9nine在2012年發行的第2張單曲，也是發行專輯9nine後首張單曲。此作被TBS電視台NEO電視劇系列《放學後再推理》選為主題曲，成為9nine首張為電視連續劇的歌曲，也從第五張單曲《Cross Over》以來，已經連續六張作品作商業搭配。總共分為四種版本，除了通常盤之外，此作MV收錄在「初回生產限定盤A」中，「初回生産限定盤B」與「初回生産限定盤C」則是收錄2012年1月28日在品川Stellar Ball舉行的「ワンマン9nine〜略して”ワンナイ”スペシャル!!〜」演唱會影片。

## 歌曲列表
1. 流星之吻 （流星のくちづけ）
  - 作詞：市川喜康、作曲：TSUKASA、編曲：ha-j

TBS電視台電視劇「放學後再推理」的主題曲[3] [4]。
2. 作詞：Keiko Takahashi、作曲：Tatsuya Kurauchi、編曲：Kousuke Noma
3. 夏 wanna say love U (tofubeats remix)
4. 流星之吻 (Instrumental)
5. (Instrumental)

## 初回特典
1. DVD
  - 初回生産限定盤A
    1. 「流星之吻」Music Video
      - 監督・福居英晃‏

    2. 「流星之吻」Music Video Making
    3. 「流星之吻」Dance Shot ver.

  - 初回生産限定盤B
    - 『』直播視頻
      1. 「Cross Over」

  - 初回生産限定盤C
    - 『ワンマン9nine〜略して”ワンナイ”スペシャル!!〜＠品川ステラボール／2012.1.28』直播視頻
      1. 「夏 wanna say love U」
      2. 「SHINING☆STAR」
2. 卡片（全12種・各種共通的特典）

## 商業合作
| 曲名     | 商業搭配                            |
| -------- | ----------------------------------- |
| 流星之吻 | TBS NEO電視劇《放學後再推理》主題曲 |

## 外部連結
- YouTube上的9nine　『流星のくちづけ』 （限日本地區觀看）
- Sony Music的介紹 
  - 初回生産限定盤A （页面存档备份，存于） （日語）
  - 初回生産限定盤B （页面存档备份，存于） （日語）
  - 初回生産限定盤C （日語）
  - 通常盤 （页面存档备份，存于） （日語）